# پلاتانیا
پلاتانیا (به ایتالیایی: Platania) یک کومونه در ایتالیا است که در استان کاتانزارو واقع شده‌است.

## خصوصیات
پلاتانیا ۲۴ کیلومترمربع مساحت و ۲٬۲۳۲ نفر جمعیت دارد و ۷۵۰ متر بالاتر از سطح دریا واقع شده‌است.